# Pintu Bosi (Lagu Boti)
Pintu Bosi is een bestuurslaag in het regentschap Toba Samosir van de provincie Noord-Sumatra, Indonesië. Pintu Bosi telt 1010 inwoners (volkstelling 2010).